# ファイヤーサンダー
ファイヤーサンダーは、ワタナベエンターテインメントに所属する日本のお笑いコンビ。第39回ABCお笑いグランプリチャンピオン。キングオブコント2024第3位。

## メンバー
こてつ（1987年12月16日 - ）（37歳）
ツッコミ（ネタ次第でボケ）担当。立ち位置は向かって左。
- 本名および旧芸名は、藤田 崇之（ふじた たかゆき）。
- 大阪府茨木市出身。
- 大阪府立三島高等学校卒業、大阪教育大学卒業。
- 身長170 cm。
- 趣味はスキューバダイビング、ゴルフ、バイク、ポケモンカード、ダーツ、ゲーム（エーペックスレジェンズ、荒野行動など）。
- 特技は濱田マリが言いそうな事を言えること、車の車種だけで給油口がどちらにあるかわかること、ドンキーコング（ネッキー以外）。
- ガソリンスタンドでのアルバイト経験があるため、車やバイクに詳しい。
- 小学校、中学校、高等学校の理科の教員免許を取得している。
- かつては、2014年5月まで「オストンプレス」というコンビで活動していた。
- 東ブクロ（さらば青春の光）は、母方の従兄（母の妹の息子）にあたる。本人は、東ブクロを「よしくん」と呼んでいる。お互いの実家が近所だったため、子供の頃からよく遊んでいた関係だった。東ブクロのことを「子供の頃はメチャ暗かった」と話し、「こんな従兄が芸人になれたし、僕も行けると思った」と言うのが芸人の道に進んだきっかけだったという。
- 濱田マリ似を自称している。
- 2020年11月に、本名から現在の芸名に改名したことを自身のTwitterで公表した。

﨑山 祐（さきやま ゆう、1991年3月11日 - ）（34歳）
ボケ（ネタ次第でツッコミ）・ネタ作成担当。立ち位置は向かって右。
- 和歌山県日高郡日高町出身。
- 和歌山工業高等専門学校卒業。
- 身長179 cm。
- 趣味はゲーム（スプラトゥーン、マリオカートなど）。
- 横浜DeNAベイスターズのファンである。
- 特技はソフトテニス、早口言葉を噛まずに言えること。
- かつてよしもと時代に、大阪NSC時代の同期の新山（さや香）とコンビ「オリオン」を結成して活動していた。

## 略歴
両者とも大阪NSC34期生出身。同時期に前コンビを解散し、当時はポケモンカードを一緒にやるなど仲が良かったため、2014年11月に現コンビを結成。コンビ名の由来は特に無く、何をつけてもダサくなるので、﨑山があえて適当につけた。最初はよしもとクリエイティブ・エージェンシーに所属していたが、大阪はコントが出来る環境かどうかに悩み、とにかくコントがしたいという思いから上京を決め、2015年に上京しフリーで活動した後、ワタナベエンターテインメントに移籍。以後、東京を中心に活動。
2018年7月8日に決勝戦が行われた、第39回ABCお笑いグランプリで優勝。同グランプリで吉本興業（よしもとクリエイティブ・エージェンシー）、松竹芸能以外の芸人、関東が活動の拠点である芸人が優勝したのは初めてのこと。ワタナベエンターテインメントとしても初の賞レース優勝者であったが、同年のキングオブコントで1年先輩のハナコが優勝して事務所内での影が薄くなってしまったという。
ネタは全て﨑山が作っている。こてつ曰く、﨑山は厳しくていつもは仲が悪いとのこと。

## 賞レース戦績
キングオブコント
| 年度（回）       | 結果         | 備考                                             |
| ---------------- | ------------ | ------------------------------------------------ |
| 2017年（第10回） | 準々決勝進出 |                                                  |
| 2018年（第11回） | 準々決勝進出 |                                                  |
| 2019年（第12回） | 準決勝進出   |                                                  |
| 2020年（第13回） | 準決勝進出   |                                                  |
| 2021年（第14回） | 準々決勝進出 | 2回戦は動画審査により合格                        |
| 2022年（第15回） | 準決勝進出   |                                                  |
| 2023年（第16回） | 決勝4位      | 決勝キャッチフレーズ「情熱とひらめきの化学反応」 |
| 2024年（第17回） | 決勝3位      | 決勝キャッチフレーズ「予測不能のコント策士」     |

その他
- 2018年 第39回ABCお笑いグランプリ - 優勝
- 2019年 第1回ツギクル芸人グランプリ - 決勝進出
- 2020年 第6回マイナビ Laughter Nightグランドチャンピオン大会 - マイナビ賞
- 2021年 ワタナベお笑いNo.1決定戦 - 3位
- 2022年 ワタナベお笑いNo.1決定戦 - 決勝進出
- 2023年 第1回チョコプランナ〜コント大賞! 優勝
- 2023年 ワタナベお笑いNo.1決定戦 - 決勝進出
- 2023年 第4回ツギクル芸人グランプリ - 決勝進出
- 2024年 第7回ナルゲキ最強決定戦 - 優勝[18]

## 出演

### テレビ
- あらびき団夏祭り2017（TBSテレビ、2017年7月13日）
- ネタパレ（フジテレビ、2017年11月10日、2018年11月16日、2019年10月4日、2020年6月26日、11月6日、2021年1月22日）
- OWARAIブラックジャック（読売テレビ、2017年12月25日）
- 朝まであらびき団スペシャル あら-1グランプリ2017（TBSテレビ、2017年12月29日）
- 前略、西東さん（中京テレビ、2018年2月24日、12月31日）
- ABCお笑いグランプリ（朝日放送テレビ、2018年7月8日、2019年7月21日〈ゲスト〉）
- スッキリ（日本テレビ、2018年8月13日）
- 本能Z（CBCテレビ、2018年8月29日）
- お願い!ランキング（テレビ朝日、2018年8月29日、2019年11月22日） - 番組内コーナー「ネタサンド!」に出演
- にちようチャップリン（テレビ東京、2018年9月2日、2020年2月1日）
- 有田ジェネレーション（TBSテレビ、2018年10月11日）
- 深夜のダメ恋図鑑 第5話（テレビ朝日、2018年11月4日）
- 冗談騎士（BSフジ、2018年11月7日、11月14日、2019年6月5日、6月12日）
- お笑い演芸館（BS朝日、2018年12月6日、2019年4月11日、9月5日）
- 新shock感（テレビ東京、2019年1月5日、1月12日）
- 爆笑オンエアバトル20年SPECIAL 〜平成最後の年に一夜限りの大復活!〜（NHK総合、2019年3月24日）
- わらたまドッカ〜ン （NHKEテレ、2019年5月20日）
- ツギクル芸人グランプリ2019 （フジテレビ、2019年7月25日）
- 有田P おもてなす （NHK総合、2020年3月7日）
- しくじり先生 俺みたいになるな!!（テレビ朝日、2021年1月4日、1月11日）
- 有吉の壁 （日本テレビ）- 2021年1月13日
- 15ビョーーーン （テレビ東京）- 2021年6月6日
- 白黒アンジャッシュ（千葉テレビ、2024年1月2日、1月9日）

### 映画
- 極主夫道 ザ・シネマ（2022年6月3日、ソニー・ピクチャーズ エンタテインメント）

### ラジオ
- ファイヤーサンダーのトルネードダイナマイト（GERA放送局、2021年1月1日 - 6月25日） - 毎週金曜レギュラー
- マイナビ Laughter Night（TBSラジオ、2018年2月2日[19]、2019年2月15日[20]、6月21日[21]、10月18日[22]、11月1日[23]、2020年8月14日[24]、2021年1月15日[25]、7月9日[26]）
  - マイナビ Laughter Night 月間チャンピオン特番（TBSラジオ・ラジオクラウド、2020年10月22日、10月29日）
- ダイアンのよなよな…（朝日放送ラジオ、2018年7月9日）
- サンドウィッチマンの天使のつくり笑い（NHKラジオ第1放送、2018年7月30日、8月13日、8月27日、9月10日、2019年1月28日）
- AG-ON Premiumアワー 桑原由気と面白い人たちのらじお 第20回（超!A&G+、2021年2月26日）
- 東京03の好きにさせるかッ!（NHKラジオ第1放送、2021年5月20日）

## ライブ
- 事務所ライブ「WEL」「WEL NEXT」（東京・表参道GROUND[27]）
- 初単独ライブ「TNDK」（東京・表参道GROUND） - 2018年11月30日[28][29]
- 「ねえ、パパ。空気階段とファイヤーサンダーが『7/5(金)の19:30から しもきた空間リバティでコントいっぱいやる』って言ってるから2000円ちょうだい♥」（しもきた空間リバティ、空気階段と共に） - 2019年7月5日
- 「ねえ、パパ。空気階段とファイヤーサンダーが『11/7(木)の19:30から しもきた空間リバティで新ネタいっぱいやる』って言ってるから2000円ちょうだい♥」（しもきた空間リバティ、空気階段と共に） - 2019年11月7日[30]
- 「ねえ、パパ。空気階段とファイヤーサンダーが『1/27(月)の19:30から しもきた空間リバティで新ネタいっぱいやる』って言ってるから2500円ちょうだい♥（しもきた空間リバティ、空気階段と共に） - 2020年1月27日[31]
- ストレッチーズとのツーマンライブ「火雷伸」（西新宿ナルゲキ） - 2021年6月12日
- 「NAVENGERS/ナベンジャーズ」（しもきたドーン） - 2021年7月13日
- ファイヤーサンダー第2回単独ライブ「いいから褒めろ」（東京・ユーロライブ） - 2024年6月26日[32]

## DVD
- ファイヤーサンダー第2回単独ライブ「いいから褒めろ」（2024年12月18日、コンテンツリーグ）[33]